# Jon Secada

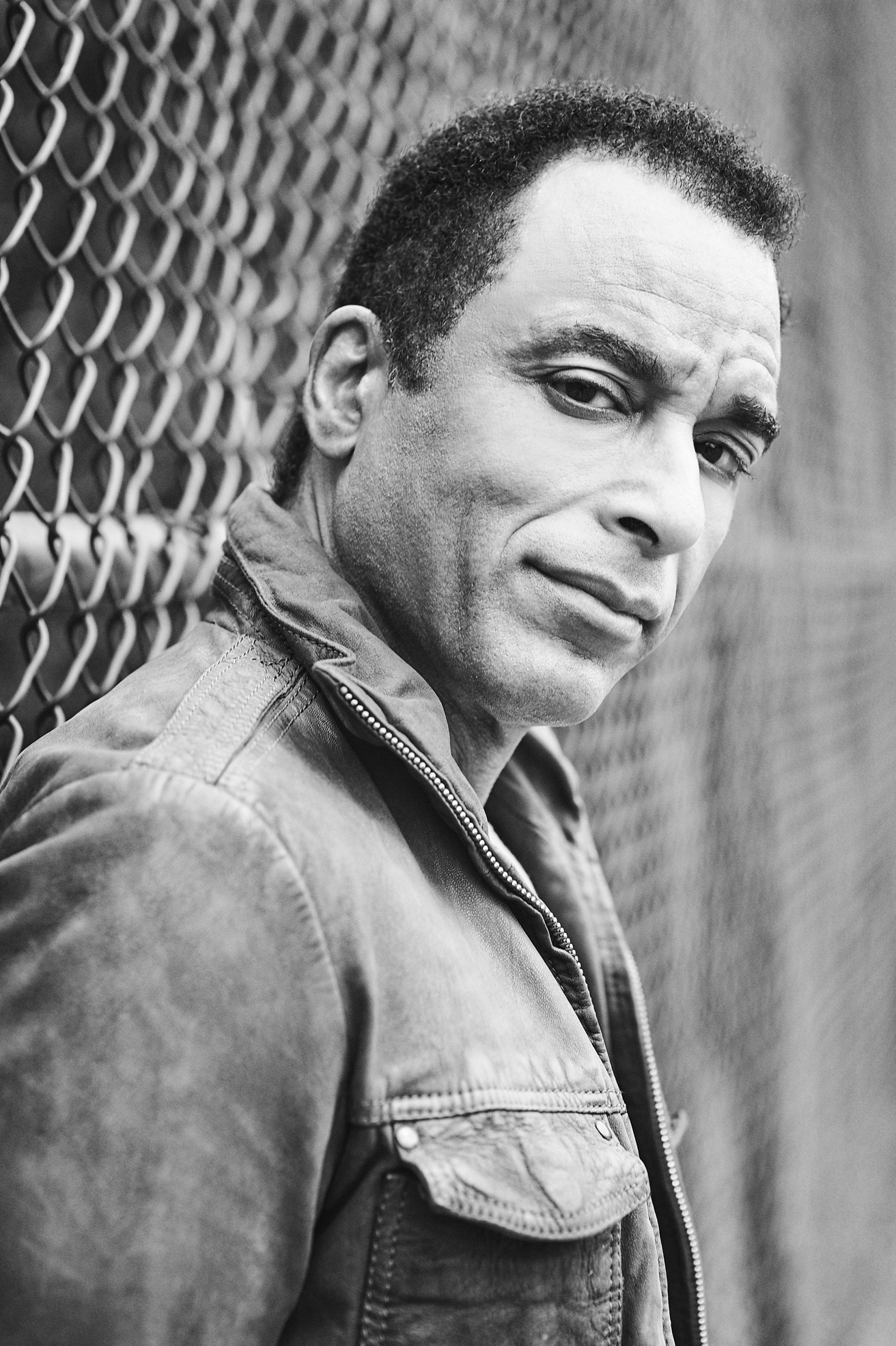
Secada in 2017

Jon Secada, geboren als Juan Francisco Secada Ramírez (Havana, 4 oktober 1961) is een Cubaans-Amerikaans zanger en songwriter. Secada werd geboren in Havana, Cuba, en groeide op in Hialeah, Florida. Hij won twee Grammy Awards en verkocht meer dan twintig miljoen albums sinds zijn Engelstalige debuutalbum in 1992. Zijn muziek combineert funk, soul, pop en latin. Secada is ook songwriter geweest voor onder andere Gloria Estefan, Jennifer Lopez, Ricky Martin en Mandy Moore. Zijn grootste hits waren Just Another Day en Angel.

## Vroege jaren
Secada arriveerde als negenjarige met zijn ouders in de Verenigde Staten. Secada studeerde af aan de South Florida's Hialeah High School in 1979,  om zich vervolgens in te schrijven aan de Universiteit van Miami. Tijdens zijn opleiding werd hij een volleerd jazzmuzikant. Hij werd opgenomen in de Iron Arrow Honor Society, de hoogste eer die iemand kan krijgen als student aan de Universiteit van Miami. Hij studeerde af als Bachelor in muziek en als Master in Jazz Vocal Performance.

### Samenwerking met Gloria Estefan
In de late jaren 80 huurde Gloria Estefan Secada als achtergrondzanger. Hij begon ook met het componeren van muziek voor Estefan, waaronder enkele van haar bekendste ballads. Onder andere schreef en zong Secada als achtergrondzanger de song "Coming Out of the Dark", van Estefans album Into the Light. Tijdens Estefans "Coming Out of the Dark"-tour kreeg Secada zijn grote kans van Estefan en mocht hij een nummer solo uitvoeren. Na deze tour startte hij zijn carrière als solo-artiest.

## Discografie

### Albums
- Jon Secada (1992)
- Otro Día Más Sin Verte (1992)
- Heart, Soul & een Voice (1994)
- Si Te Vas (1994)
- Amor (1995)
- Secada (Engelstalig) (1997)
- Secada (Spaanstalig) (1997)
- Better Part Of Me (2000)
- The Gift (2001)
- Amanecer (2002)
- Same Dream (2005)
- A Christmas Fiesta (2007)
- Una Fiesta Navidena (2007)

### NPO Radio 2 Top 2000
| Nummer met noteringen in de NPO Radio 2 Top 2000 | '99 | '00 | '01  | '02 | '03  |
| ------------------------------------------------ | --- | --- | ---- | --- | ---- |
| Just Another Day                                 | 768 | -   | 1686 | 821 | 1472 |

1. ↑  Een '-' betekent dat het nummer niet was genoteerd en een vetgedrukt getal geeft de hoogste notering aan.
2. ↑  Deze tabel is bijgewerkt tot en met de laatste editie (2024).

- Bibsys: 9067755
- Bibliothèque nationale de France: cb13999629j (data)
- Catàleg d'autoritats de noms i títols de Catalunya: 981058514638306706
- Gemeinsame Normdatei: 134769201
- International Standard Name Identifier: 0000 0000 5517 2089
- Library of Congress Control Number: n92080866
- MusicBrainz: 01d76a27-ee74-4e50-9383-b2f0683bae76
- Nationale Bibliotheek van Tsjechië: xx0029665
- Nederlandse Thesaurus van Auteursnamen: 102430659
- Virtual International Authority File: 34653924